# Romulea
Romulea is een geslacht uit de lissenfamilie (Iridaceae). De soorten komen verspreid voor in Europa, het Middellandse Zeegebied, het Arabisch schiereiland en Afrika.
De Italiaanse botanicus Giovanni Francesco Maratti gaf de naam Romulea als een verwijzing naar Romulus; in de buurt van Rome zag Maratti Romulea bulbocodium.

## Soorten
- Romulea albiflora J.C.Manning & Goldblatt
- Romulea albomarginata M.P.de Vos
- Romulea amoena Schltr. ex Bég.
- Romulea antiatlantica Maire
- Romulea aquatica G.J.Lewis
- Romulea arnaudii Moret
- Romulea atrandra G.J.Lewis
- Romulea austinii E.Phillips
- Romulea autumnalis L.Bolus
- Romulea barkerae M.P.de Vos
- Romulea biflora (Bég.) M.P.de Vos
- Romulea bifrons Pau
- Romulea bocchierii Frignani & Iiriti
- Romulea bulbocodium (L.) Sebast. & Mauri
- Romulea camerooniana Baker
- Romulea cedarbergensis M.P.de Vos
- Romulea citrina Baker
- Romulea clusiana (Lange) Nyman
- Romulea collina J.C.Manning & Goldblatt
- Romulea columnae Sebast. & Mauri
- Romulea congoensis Bég.
- Romulea corsica Jord. & Fourr.
- Romulea cruciata (Jacq.) Bég.
- Romulea cyrenaica Bég.
- Romulea dichotoma (Thunb.) Baker
- Romulea discifera J.C.Manning & Goldblatt
- Romulea diversiformis M.P.de Vos
- Romulea eburea J.C.Manning & Goldblatt
- Romulea eburnea J.C.Manning & Goldblatt
- Romulea elliptica M.P.de Vos
- Romulea engleri Bég.
- Romulea eximia M.P.de Vos
- Romulea fibrosa M.P.de Vos
- Romulea fischeri Pax
- Romulea flava (Lam.) M.P.de Vos
- Romulea flexuosa Klatt
- Romulea florentii Moret
- Romulea gigantea Bég.
- Romulea gracillima Baker
- Romulea hallii M.P.de Vos
- Romulea hantamensis (Diels) Goldblatt
- Romulea hirsuta (Steud. ex Klatt) Baker
- Romulea hirta Schltr.
- Romulea jugicola M.P.de Vos
- Romulea kamisensis M.P.de Vos
- Romulea komsbergensis M.P.de Vos
- Romulea leipoldtii Marais
- Romulea ligustica Parl.
- Romulea lilacina J.C.Manning & Goldblatt
- Romulea linaresii Parl.
- Romulea longipes Schltr.
- Romulea lutea J.C.Manning & Goldblatt
- Romulea luteiflora (M.P.de Vos) M.P.de Vos
- Romulea macowanii Baker
- Romulea maculata J.C.Manning & Goldblatt
- Romulea malaniae M.P.de Vos
- Romulea maroccana Bég.
- Romulea melitensis Bég.
- Romulea membranacea M.P.de Vos
- Romulea minutiflora Klatt
- Romulea monadelpha (Sweet ex Steud.) Baker
- Romulea montana Schltr. ex Bég.
- Romulea monticola M.P.de Vos
- Romulea multifida M.P.de Vos
- Romulea multisulcata M.P.de Vos
- Romulea namaquensis M.P.de Vos
- Romulea nivalis (Boiss. & Kotschy) Klatt
- Romulea numidica Jord. & Fourr.
- Romulea obscura Klatt
- Romulea papyracea Wolley-Dod
- Romulea pearsonii M.P.de Vos
- Romulea penzigii Bég.
- Romulea petraea Al-Eisawi
- Romulea phoenicia Mouterde
- Romulea pratensis M.P.de Vos
- Romulea ramiflora Ten.
- Romulea requienii Parl.
- Romulea revelieri Jord. & Fourr.
- Romulea rosea (L.) Eckl.
- Romulea rupestris J.C.Manning & Goldblatt
- Romulea sabulosa Schltr. ex Bég.
- Romulea saldanhensis M.P.de Vos
- Romulea sanguinalis M.P.de Vos
- Romulea saxatilis M.P.de Vos
- Romulea schlechteri Bég.
- Romulea setifolia N.E.Br.
- Romulea singularis J.C.Manning & Goldblatt
- Romulea sinispinosensis M.P.de Vos
- Romulea sladenii M.P.de Vos
- Romulea speciosa (Andrews) Baker
- Romulea sphaerocarpa M.P.de Vos
- Romulea stellata M.P.de Vos
- Romulea subfistulosa M.P.de Vos
- Romulea sulphurea Bég.
- Romulea syringodeoflora M.P.de Vos
- Romulea tabularis Eckl. ex Bég.
- Romulea tempskyana Freyn
- Romulea tetragona M.P.de Vos
- Romulea tortilis Baker
- Romulea tortuosa (Licht. ex Roem. & Schult.) Baker
- Romulea toximontana M.P.de Vos
- Romulea triflora (Burm.f.) N.E.Br.
- Romulea tubulosa J.C.Manning & Goldblatt
- Romulea unifolia M.P.de Vos
- Romulea vaillantii Quézel
- Romulea villaretii Dobignard
- Romulea vinacea M.P.de Vos
- Romulea viridibracteata M.P.de Vos
- Romulea vlokii M.P.de Vos

## Hybriden
- Romulea × limbarae Bég.

... · 
Crocus (Krokus) · 
Dietes · 
Freesia · 
Gladiolus (Gladiool) · 
Gelasine ·
Iris (Lis) · 
Sisyrinchium · 
Moraea · 
Romulea · 
Tigridia · 
Witsenia · 
...